# Mordellaria latipalpis
Mordellaria latipalpis är en skalbaggsart som först beskrevs av Ray 1946.  Mordellaria latipalpis ingår i släktet Mordellaria och familjen tornbaggar. Inga underarter finns listade i Catalogue of Life.